# Opération Crimson
Théâtre d'Asie du Sud-Est de la Seconde Guerre mondiale
Batailles
- Opération Cockpit
- Opération Transom
- Opération Matterhorn (Pelembang - Kuala Lumpur)
- Bombardements de Bangkok (1942-45)
- Bombardements de Singapour (1944-45)
- Opération Crimson
- Opération Banquet (Padang)
- Opération Light
- Opération Millet
- Opération Outflank (Robson - Lentil - Meridian)
- Opération Sunfish
- Opération Bishop
- Opération Balsam
- Opération Collie
- Opération Livery

Batailles et opérations de la guerre du Pacifique

Japon :
- Raid de Doolittle
- Bombardements stratégiques sur le Japon (Tokyo
- Yokosuka
- Kure
- Hiroshima et Nagasaki)
- Raids aériens japonais des îles Mariannes
- Campagne des archipels Ogasawara et Ryūkyū
- Opération Famine
- Bombardements navals alliés sur le Japon
- Baie de Sagami
- Invasion de Sakhaline
- Invasion des îles Kouriles
- Opération Downfall
- Reddition du Japon

Pacifique central :
- Pearl Harbor
- Guam (1941)
- Wake
- Raid sur les îles Gilbert et Marshall
- Opération K
- Midway
- Opération RY
- Campagne des îles Gilbert et Marshall
- Campagne des îles Mariannes et Palaos
- Campagne des archipels Ogasawara et Ryūkyū
- Opération Inmate

Pacifique du sud-ouest :
- Nauru
- Invasion des Philippines (1941-42)
- Invasion des Indes orientales néerlandaises
- Opérations de l'Axe dans les eaux australiennes
- Raids aériens japonais sur l'Australie (1942-43)
- Opération Ke
- Campagne des îles Salomon
- Campagne de Nouvelle-Guinée
- Campagne des Philippines
- Campagne de Bornéo (1945)

Asie du sud-est :
- Invasion de l'Indochine (1940)
- Océan Indien (1940-45)
- Guerre franco-thaïlandaise
- Invasion de la Thaïlande
- Campagne de Malaisie
- Hong Kong
- Singapour
- Campagne de Birmanie
- Opération Kita
- Indochine (1945)
- Détroit de Malacca
- Opération Jurist
- Opération Tiderace
- Opération Zipper
- Bombardements stratégiques (1944-45)

Guerre sino-japonaise
Front d'Europe de l’Ouest
Front d'Europe de l’Est
Bataille de l'Atlantique
Campagnes d'Afrique, du Moyen-Orient et de Méditerranée
Théâtre américain
L'opération Crimson était le nom de code d'une opération aéronavale dirigée par les Britanniques sur le théâtre d'Asie du Sud-Est de la Seconde Guerre mondiale, l'objectif étant de bombarder simultanément des aérodromes japonais dans les villes indonésiennes de Sabang, Lhoknga (en) et Kutaraja, à partir d'un porte-avions basé dans l'océan Indien le 25 juillet 1944.

## Stratégie et préparatifs

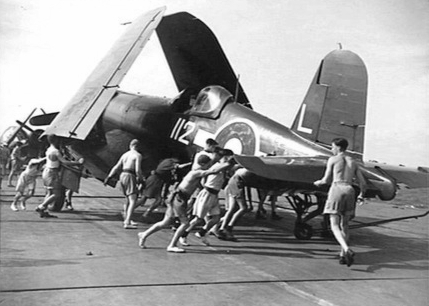
Vought F4U Corsair, le type d'avion utilisé dans l'attaque aérienne.

Contrairement à certaines opérations antérieures ayant mobilisés des forces réduites pour harceler ou détourner les Japonais, l'opération Crimson était « une opération pur-sang » avec pour objectif de « créer le désordre dans la base aérienne et les installations portuaires et détruire tous les navires qui s'y trouvaient».
Appareillant de Trinquemalay, la force navale sous le commandement de l'amiral James Somerville comprenait deux porte-avions (HMS Victorious et Illustrious), quatre cuirassés (HMS Queen Elizabeth, HMS Valiant, HMS Renown, et le français Richelieu), six croiseurs (Ceylon, Cumberland, Gambia, Nigeria, Phoebe et Tromp), ainsi que dix de destroyers (Quality, Quickmatch, Quilliam, Racehorse, Raider, Rapid, Relentless, Rocket, Roebuck, Rotherham), suivis par deux sous-marins (Templar et Tantalus).

## L'attaque
Les porte-avions lancèrent 34 à 39 chasseurs Vought F4U Corsair, sous le commandement du lieutenant commander Frederick Richard Arnold Turnbull. En dépit d'un retard de cinq minutes, l'obscurité empêcha l'attaque de cibles avec précision, l'aviation se rabattant donc à de plus gros bâtiments situés proximité. Le feu antiaérien japonais a abattu un seul Corsair, bien que le pilote ait été sauvé.
Les cuirassés, aidés par des avions de l'Illustrious, ont bombardé à distance les installations portuaires de Sabang et les casernes locales. Les croiseurs ont attaqué les batteries côtières et une station sans fil, tandis que les destroyers se sont concentrés sur une station radar.
Après le bombardement principal, les Tromp, Quality, Quickmatch et Quilliam, sous les ordres du capitaine Richard Onslow, entrèrent dans le port de Sabang et bombardèrent des positions japonaises,. L'artillerie côtière endommagea la plupart des navires excepté le Quickmatch, causant quelques blessés et tuant un correspondant de guerre.
Lorsque la Task Force fit demi-tour, elle fut attaquée par deux avions japonais qui furent interceptés et abattus. Plus tard dans l'après-midi, 9-10 avions de chasses A6M "Zero" engagèrent 13 Corsairs. Les Britanniques en détruisirent deux et en endommagèrent deux autres.

## Bilan de l'attaque
Les Alliés ont perdu un total de deux Corsairs au cours de l'opération. Un rapport du raid cite :
« La force est arrivée à la position prévue dans les premières heures du mardi 25 juillet. À 4 heures du matin, les navires capitaux ont été détachés pour bombarder Sambang avec les navires Cumberland, Kenya et Nigeria. À 05 h 25 les deux porte-avions ont lancé leurs avions. Le raid fut un succès avec beaucoup de dégâts causés aux forces japonaises. »
L'opération Crimson a été le dernier événement du commandement militaire de l'amiral Somerville avant que des inquiétudes au sujet de sa santé aient forcé son transfert dans la fonction diplomatique.